# 안정빈
안정빈(1986년 8월 31일 ~ )은 대한민국의 희극 배우이자, 영화배우이다.

## 학력
- 울산대학교 조소과 학사(휴학)

## 출연작

### 방송
- 웃찾사 (SBS)
  - 누명의 추억
  - 모란봉 홈쇼핑
  - 몰입가족
  - 백주부TV
  - 역대급 반전
  - 또 통화중
  - 지하철놀이 끝판왕
  - 하지말어
- 개그투나잇 (SBS)
  - 쇼미더개그
  - 산다는 건
  - 짝
  - 마더
  - 은밀하게 재미있게
  - 소꿉놀이
  - 기억나니?
  - 영상물 심사위원회
  - 술이야

### 영화
- 친구 2 (2013) - 국도 역
- 디바 (2020) - 경찰서 형사 1 역
- 혼자 사는 사람들 (2021) - 사복경찰 역